# NGC 7254
NGC 7254 (NGC 7256) é uma galáxia espiral barrada (SBb) localizada na direcção da constelação de Aquarius. Possui uma declinação de -21° 44' 05" e uma ascensão recta de 22 horas, 22 minutos e 36,0 segundos.
A galáxia NGC 7254 foi descoberta em 27 de Setembro de 1864 por Albert Marth.